# Windows Server 2003
Windows Server 2003 (кодова назва при розробці — Whistler Server, внутрішня назва — Windows NT 5.2) — операційна система родини Windows NT від компанії Microsoft, розроблялась для роботи на серверах. Побачила світ 24 квітня 2003 року.
Windows Server 2003 є розвитком Windows 2000 Server і серверним варіантом операційної системи Windows XP. Спочатку Microsoft планувала назвати цей продукт «Windows .NET Server» з ціллю просунути свою нову платформу Microsoft .NET. Але надалі ця назва була відкинута, щоб не провокувати помилкові уявлення про .NET на ринку програмного забезпечення.
Windows Server 2008 — наступна серверна версія Windows NT, котра повинна надалі замінити Windows Server 2003.

## Нові функції системи
Windows Server 2003 переважно розвивав функції, закладені у попередній версії системи — Windows 2000 Server. На це вказувала і версія NT 5.2 ядра системи (NT 5.0 для Windows 2000). Нижче приведені деякі найяскравіших змін в порівнянні з Windows 2000 Server.

### Підтримка .NET
Windows Server 2003 — перша з операційних систем Microsoft, яка надходить до користувача з оболонкою .NET Framework. Це дає системі виступати у ролі сервера застосунків для платформи Microsoft .NET без встановлення додаткового програмного забезпечення.

### Покращення Active Directory
Windows Server 2003 містить такі покращення для Active Directory — служби каталогів, вперше з'явившись у Windows 2000:
- Можливість перейменування домену Windows NT Active Directory після його розгортання.
- Спрощені зміни схеми Active Directory — наприклад, відключення атрибутів і класів.
- Покращений інтерфейс користувача для управління каталогом (стало можливо, наприклад, переміщувати об'єкти шляхом їх перетягування і водночас міняти властивості декількох об'єктів).
- Покращені засоби управління групової політики, включаючи програму Group Policy Management Console.

### IIS 6.0
У складі Windows Server 2003 поширюється версія 6.0 служб Internet Information Services, архітектура якої сильно відрізняється від архітектури служб IIS 5.0 у Windows 2000. Для підвищення стабільності стало можливим ізолювати застосунки один від одного в окремих процесах без зменшення продуктивності. Також був створений новий драйвер HTTP.sys для обробки запитів по протоколу HTTP. Цей драйвер працює у режимі ядра, внаслідок чого обробка запитів прискорюється.

### Безпека
Згідно із заявами Microsoft, у Windows Server 2003 більше уваги було надано безпеці системи. Тепер система інсталюється у максимально обмеженому вигляді, без додаткових служб, що зменшує поверхню атаки. У Windows Server 2003 також ввімкнено програмний фаєрвол Internet Connection Firewall. Надалі до системи було випущено пакет оновлення, який повністю зосереджений на підвищення безпеки системи та містить декілька додаткових функцій для захисту від атак. Відповідно до американського стандарту безпеки Trusted Computer System Evaluation Criteria (TCSEC) система Windows Server 2003 належить до класу безпеки С2 — Controlled Access Protection

### Інше
У Windows Server 2003 вперше з'явилась служба тіньового копіювання тому (англ. Volume Shadow Copy Service), яка автоматично записує старі версії файлів користувача, даючи змогу в разі потреби повернутись до попередньої версії того чи іншого документу. Робота з тіньовими копіями можлива тільки при встановленому «клієнті тіньових копій» на ПК користувача, документи якого треба відновити.
Також у даній версії системи було збільшено набір утиліт адміністрування, що викликаються з командного рядка, що спрощує автоматизацію управління системою.

#### Ролі
Введено нове поняття — «ролі», на них засновано управління сервером. Інакше кажучи, щоб мати файл-сервер, необхідно додати роль — «файл-сервер».

## Видання
Windows Server 2003 є у чотирьох основних виданнях, кожне з яких орієнтовано на свій сектор ринку. 
Всі ці видання, за винятком Web Edition, доступні також у 64-розрядних варіантах (AMD64 і IA-64). Включення підтримки 64-розрядних процесорів дає системам можливість використовувати більше адресного простору і збільшує їхню продуктивність.
- Web Edition (видання для World Wide Web) являє собою «легку» версію Windows Server 2003 спеціально для використання на вебсерверах. Це видання не здатне виконувати функції контролера домену і не підтримує деякі важливі можливості інших видань, але містить служби IIS і коштує значно дешевше. Підтримує до 2 гігабайт оперативної пам’яті та не більше двох процесорів.

- Standard Edition (стандартне видання) орієнтовано на малий і середній бізнес. Містить всі основні можливості Windows Server 2003, але у цьому виданні немає деяких функцій, котрі на думку Microsoft, необхідні тільки великим підприємствам. Підтримує до 4 гігабайт оперативної пам’яті і не більше чотирьох процесорів.

- Enterprise Edition (видання для підприємств) орієнтовано на середній та великий бізнес. На додаток до можливостей Standard Edition, це видання дозволяє використовувати більший обсяг оперативної пам’яті (до 64 гігабайт оперативної пам'яті) і SMP на 8 процесорів (Standard Edition підтримує тільки 4). Це видання також підтримує кластеризацію і додавання оперативної пам'яті «на льоту».

- Datacenter Edition (видання для центрів даних) орієнтовано на використання в великих підприємствах при великому навантаженні. Цей випуск розширює можливості Enterprise Edition.

## Продукти, в яких використовується Windows Server 2003
Деякі інші продукти Microsoft також включають до себе Windows Server 2003 як основу:
- Microsoft Small Business Server 2003 — продукт для малого бізнесу, що містить у собі все необхідне (по думці Microsoft) для першого сервера невеликого підприємства. На додаток до Windows Server 2003, цей пакет містить Microsoft SQL Server, Microsoft ISA Server і деякі інші продукти, а також спрощені засоби управління. Версія Windows Server 2003, що входить до цього пакету, має деякі обмеження, переважно пов’язані зі службою Active Directory (наприклад, вона не може підтримувати більше ніж 75 користувачів).
- Microsoft Windows Storage Server 2003 — виділений файловий сервер для збереження великої кількості даних.

## Оновлення

### Service Pack 1
30 березня 2005 року Microsoft випустила пакет оновлення 1 (SP1) для Windows Server 2003. Цей пакет містить різні покращення системи безпеки, в тому числі:
- Security Configuration Wizard (майстер конфігурації безпеки) — засіб для зменшення поверхні атаки серверів. SCW аналізує ролі, що виконує сервер, і відключає непотрібні служби, а також включає деякі додаткові засоби безпеки.
- Windows Firewall — нова версія програмного фаєрволу, заміна Internet Connection Firewall.
- Post-Setup Security Updates — засіб, що зменшує вразливість щойно встановленої копії Windows Server 2003 шляхом блокування усіх мережевих портів до встановлення оновлень безпеки с вебсайту Microsoft.
- Аутентифікація і шифрування для служби Windows Terminal Services з застосуванням SSL[1]

### Windows Server 2003 R2
6 грудня 2005 року Microsoft випустила нову версію Windows Server 2003, офіційно названу R2 (від англ. Release 2 — «випуск 2»). Згідно з заявами Microsoft, ця версія містить вагомі покращення у наступних областях:
- управління серверами підрозділів;
- управління обліковими записами та доступом;
- управління сховищами;
- вебзастосунки;
- віртуальні сервери.

### Service Pack 2
Service Pack 2 для Windows Server 2003 був випущений 13 березня 2007 року., хоча спочатку його випуск було заплановано на першу половину 2006 року 
Але до цього, Service Pack 2 містить у собі Microsoft Management Console 3.0, Windows Deployment Services (котрий замінив Remote Installation Services), підтримку WPA2 і додавання функціональності у IPSec, а також у MSConfig. Service Pack 2 містить можливості Windows Server 2003 Scalable Networking Pack (SNP),, що дає апаратне прискорення обробки мережевих пакетів.

### Російськомовні сайти
- Офіційний сайт Windows Server 2003 російською мовою [Архівовано 11 березня 2009 у Wayback Machine.]
- Офіційний сайт Small Business Server 2003 російською мовою [Архівовано 12 квітня 2009 у Wayback Machine.]

### Закордонні сайти
- Офіційний сайт Windows Server 2003 англійською мовою [Архівовано 23 квітня 2006 у Wayback Machine.] (англ.)
- Windows Server 2003 TechCenter [Архівовано 13 грудня 2004 у Wayback Machine.] — офіційний ресурс для адміністраторів Windows Server 2003 (англ.)
- What's New in Windows Server 2003 R2 [Архівовано 18 листопада 2008 у Wayback Machine.] — огляд нових можливостей у Windows Server 2003 R2 (англ.)
- Офіційний сайт Small Business Server 2003 англійською мовою [Архівовано 18 листопада 2008 у Wayback Machine.] (англ.)
- Офіційний сайт Windows Storage Server 2003 англійською мовою [Архівовано 13 жовтня 2008 у Wayback Machine.] (англ.)
- GUIdebook: Windows Server 2003 Gallery — галерея інтерфейсу користувача Windows Server 2003 (англ.)